# Blanche Lohéac-Ammoun
Pour les articles homonymes, voir Lohéac (homonymie) et Ammoun.
Blanche Lohéac-Ammoun, née le 20 octobre 1912 au Liban (dans l'Empire ottoman à l'époque) et morte le 5 janvier 2011 à Paris 16e (France), est une artiste peintre, illustratrice et écrivaine franco-libanaise.

## Biographie
Fille du juriste et poète Daoud Ammoun (1867-1922) et nièce d'Iskandar Anṭūn ʿAmmūn, Blanche Ammoun naît au Liban en 1912. Elle entreprend des études de droit et obtient sa licence à l'École de droit des Jésuites en 1931, aux côtés de Nina Helou (en) ; elles sont les deux premières femmes libanaises à obtenir ce diplôme.
Elle est cependant artiste et pratique les arts depuis son enfance. Sa première exposition personnelle se tient en 1938 à Beyrouth. Ayant épousé en 1944 un officier français, le colonel André Lohéac, résistant FFL,, et frère du Dr Paul Lohéac, elle s'installe à Paris et s'y consacre complètement à la peinture.
Blanche Lohéac-Ammoun travaille surtout en France, mais elle expose ses peintures à Beyrouth et à Paris,, avec un certain succès,.
Elle innove techniquement avec la technique des « sablirisés » ou « sablinisés » donnant des éclats de miroir par des supports de métal montés comme un mobile. Elle est parfois considérée comme « une véritable magicienne ».
Elle passe momentanément dans le domaine de la littérature et écrit les textes d'ouvrages qu'elle illustre. Elle publie une Histoire du Liban à Beyrouth en 1937, avec « finesse et humour ». Son ouvrage Zénobie, reine de Palmyre, publié en 1964, reçoit l'année suivante le prix Sobrier-Arnould.
Elle meurt dans le 16e arrondissement de Paris le 5 janvier 2011,.

## Ouvrages
- Histoire du Liban, Beyrouth, 1937 ; 3e édition, Le Jour, 1948 ; 4e édition, Beyrouth, 1968.
- Zénobie reine de Palmyre, Le Réveil, 1964 – Prix Sobrier-Arnould 1965.
- Les Phéniciens en quatorze tableaux, Beyrouth, 1984.
- Folklore libanais, Beyrouth, 1986.
- Liban de jadis et d'hier, Beyrouth, 1988.